# Lars Sänger
Lars Sänger (* 14. November 1979 in Erfurt) ist ein deutscher Journalist. Er arbeitet als Moderator, Reporter und Redakteur beim Mitteldeutschen Rundfunk.

## Leben
Lars Sänger studierte Kommunikationswissenschaft mit den Nebenfächern Soziologie und Politikwissenschaft an der Universität Erfurt. Als Stipendiat der Studienstiftung des deutschen Volkes schloss er das Studium 2007 mit dem Bachelor ab. Nebenbei war er bis Mai 2013 als Stadionsprecher, vor allem für den FC Rot-Weiß Erfurt, aktiv. 2011 war Sänger zudem Stadionsprecher der Fußball-Weltmeisterschaft der Frauen in Deutschland. Seit 2008 arbeitet er für Fernsehen und Hörfunk des MDR.

### Hörfunk
Im Juli 1999 begann Sänger seine journalistische Laufbahn mit einem Volontariat beim privaten Hörfunksender Landeswelle Thüringen in Erfurt. Im September 2000 wechselte er zur damals neu gegründeten Jugendwelle Radio Top40 in Weimar. Der Muttersender Antenne Thüringen übernahm Sänger im Anschluss an das Volontariat als festangestellten Nachrichtenredakteur und Sprecher. 2008 begann Lars Sänger als Sportredakteur für das Nachrichtenradio MDR Aktuell in Halle/Saale zu berichten. 2009 schloss er sich der Hörfunkwelle MDR Thüringen an.

### TV
Seit 2014 ist Sänger einer der beiden Moderatoren von Fakt ist! aus Erfurt im MDR Fernsehen. Es handelt sich dabei um ein einstündiges, dialogisches, live ausgestrahltes TV-Format, bei dem das Studio-Publikum aktiv in die Fernsehdebatte eingebunden wird. Seit Juni 2024 präsentiert er das Ländermagazin MDR Thüringen Journal. 2019 moderierte Sänger zum erstmals das Fernsehformat „Sommerinterview“ für den MDR, bei dem ein Moderator mit jeweils einem Spitzenpolitiker der im Thüringer Landtag vertretenen Parteien ein etwa 30-minütiges Interview führt.
Im August 2019 war ein erstes Sommerinterview Sängers mit dem Vorsitzenden der AfD Thüringen, Björn Höcke, überregional wahrgenommen worden. Volker Lilienthal würdigte das damalige Gespräch in Deutschlandfunk Kultur als "positives Beispiel der jüngeren Fernsehgeschichte" im Umgang mit populistischen Politikern.
Sängers zweites Interview mit Höcke am 25. August 2020 traf auf ein weitaus größeres Echo in überregionalen Qualitätsmedien, wo es umfassend kommentiert und diskutiert wurde. Eine Analyse des Interviews unternahm Dirk Peitz in der Wochenzeitschrift Die Zeit. In Gestalt von Lars Sänger habe der MDR Thüringen ein Beispiel geliefert, wie man das in die Kritik geratene Format „durchaus im aufklärerischen Sinne gebrauchen kann“. Sänger sei offenkundig gut vorbereitet gewesen und habe eine nachvollziehbare Abfolge von Fragen entwickelt, „die das Weltbild Höckes oder zumindest dessen politische Meinungen kenntlich machen sollte; Sänger hakte beständig nach, ohne die Geste des Nachhakens schon für eine journalistische Tugend zu verkaufen, die man nur demonstrativ genug vorzeigen muss, um für einen guten Journalisten(-darsteller) gehalten zu werden.“ Lars Sänger habe einiges richtig gemacht, meinte Matthias Quent in Deutschlandfunk Kultur. Die Art seiner Gesprächsführung trage aber auch zur Verharmlosung von Höcke bei. Andreas Speit kritisierte in der Taz, dass Höcke seine „antiparlamentarischen Positionen und rassistischen Ressentiments“ in dem Interview darlegen konnte. Eine Bühne habe ihm das Interview nicht gegeben, urteilte hingegen Markus Ehrenberg im Tagesspiegel. Moderator Lars Sänger habe seine Sache über weite Strecken gut gemacht, vor allem im zweiten aktuelleren Teil des Interviews. Auch Frank Lübberding befand in der Frankfurter Allgemeine Zeitung, Sänger habe ein professionelles Interview geführt mit dem Ergebnis, dass nur „hartgesottene Höcke-Fans“ dessen Auftritt für überzeugend gehalten haben können. Für Spiegel Online fasste Arno Frank zusammen: „Was das Öffentlich-Rechtliche in diesem Rahmen leisten kann, hat der MDR diesmal geleistet.“
Sänger arbeitet zudem als Autor langer Formate für die Medienredaktion des Mitteldeutschen Rundfunks und beschäftigt sich dort unter anderem mit brancheninternen Themen wie Haltung im Journalismus.

### Soziales Engagement
Seit 2008 ist Lars Sänger Vorstand der Clemens Fritz-Stiftung. Die von dem ehemaligen Bundesliga-Profi ins Leben gerufene Stiftung kümmert sich in Erfurt um sozial benachteiligte Kinder und Jugendliche, die unter anderem wegen häuslicher Gewalt in Wohngruppen untergebracht werden müssen.

### Trivia
2013 war Sänger in einer Gastrolle in der Serie krimi.de des Kinderkanals zu sehen. In der Episode "Einer von uns" spielt er einen Hallensprecher.